# 上役・下役・ご同役
『上役・下役・ご同役』（うわやく・したやく・ごどうやく）は、1959年9月13日に公開された日本映画。製作、配給は東宝。モノクロ、東宝スコープ。同時上映は『ある日わたしは』。
大和勇三によるサラリーマンエッセイを、ホームドラマ風に映画化した。

## キャスト
- 平山周平（桜レーヨンの営業課長）：加東大介
- 中村太郎：久保明
- 平山好子（周平の長女）：水野久美
- 平山幸子（周平の次女）：幸田良子
- 平山（周平の長男）：山内賢
- 平山洋一（周平の甥）：瀬木俊一
- 池貝三千代（周平の御見合い相手）：草笛光子
- 相沢康彦：旗持貴佐夫
- ドモン若杉：桜町子
- 中村金持：大前亘
- 藤尾良造：桜井巨郎
- 谷川勇作：熊谷二良
- 矢部俊吉：津田光男
- 竹内庄治：生方壮児
- 杉本宗雄：渋谷英男
- 小関新介：山田彰
- 鈴木光夫：西条康彦
- 野上大助：桐野洋雄
- 草鹿伸二郎：坂本九
- 森谷文枝：森今日子
- 梅本愛子：町上優子
- 北原和子：峯丘ひろみ
- 堀内咲子：三和栄子
- ドリアンのマダム：塩沢とき
- 愛知屋の主人：広田新二郎
- 面接の学生：三浦敏男
- 元課長：土屋詩朗
- 友人：岩本弘司
- 佐竹貴子（省吾の妻）：久慈あさみ
- 佐竹省吾（桜レーヨンの営業部長）：田島義文
- 中村シゲ（太郎の母）：三條利喜江
- 相沢静子（信道の妻）：東郷晴子
- 相沢信道：山田巳之助

## スタッフ
- 製作：安達英三朗[1]
- 原作：大和勇三
- 脚本：沢村勉
- 音楽：広瀬健次郎
- 撮影：小泉一
- 美術：村木与四郎
- 録音：藤縄正一
- 照明：猪原一郎
- チーフ助監督：錦織正信
- 整音：下永尚
- 監督：本多猪四郎